# Människor emellan
Människor emellan (engelska: The Big Chill) är en amerikansk dramakomedifilm från 1983 i regi av Lawrence Kasdan. I huvudrollerna ses Tom Berenger, Glenn Close, Jeff Goldblum, William Hurt, Kevin Kline, Mary Kay Place, Meg Tilly och JoBeth Williams. 

## Handling
Alex (Kevin Costner) begår självmord. Hans gamla vänner från förr återförenas efter att inte ha setts på många år och inkvarteras efter begravningen i Harolds (Kevin Kline) och Sarahs (Glenn Close) hus där gamla goda minnen blandas med gamla oförrätter. Några av vännerna är kvar i 1960-talet med dess musik och hippieaktiga värderingar, medan andra har dragits in i det yuppieaktiga 1980-talet. Det visar sig att deras gamla vänskap under 1960-talet kanske inte håller måttet under det mer kyliga och egocentriska 1980-talet.

## Om filmen
Den scen som förklarar Alex (Kevin Costner) självmord (Kevin Costners karaktär Alex klipps bort helt ur filmen) under redigering av (Lawrence Kasdan) utspelar sig under ett väldigt personligt och intimt samtal mellan Sarah (Glenn Close) och Karen (JoBeth Williams) där Sarah förklarar att Alex drog sig undan från henne efter att deras otrohetsaffär uppdagats. Det visar sig att Alex aldrig slutar älska Sarah vilket till slut gör honom så deprimerad att han efter några år av alienation från sina vänner begår självmord.

## Rollista i urval
- Tom Berenger - Sam Weber
- Glenn Close - Sarah Cooper
- Jeff Goldblum - Michael Gold
- William Hurt - Nick Carlton
- Kevin Kline - Harold Cooper
- Mary Kay Place - Meg Jones
- Meg Tilly - Chloe
- JoBeth Williams - Karen Bowens
- Don Galloway - Richard Bowens
- Ken Place - Peter, polis

## Musik i filmen i urval
- "I Heard It Through the Grapevine", Norman Whitfield, Barrett Strong, artist: Marvin Gaye (1968)
- "My Girl",	Smokey Robinson, Ronald Whiteartist: The Temptations (1965)
- "Good Lovin'",	Rudy Clark, Arthur Resnick, artist: The Young Rascals (1966)
- "The Tracks of My Tears", Robinson, Warren Moore, Marvin Tarplin, artist: The Miracles (1965)
- "Joy to the World", Hoyt Axton, artist: Three Dog Night (1970)
- "Ain't Too Proud to Beg", Whitfield, Edward Holland, Jr., artist: The Temptations (1966)
- "(You Make Me Feel Like) A Natural Woman", Gerry Goffin, Carole King, Jerry Wexler, artist: Aretha Franklin (1968)
- "I Second That Emotion", Robinson, Al Cleveland, artist: Smokey Robinson and The Miracles (1967)
- "A Whiter Shade of Pale", Keith Reid, Gary Brooker, Matthew Fisher, artist: Procol Harum (1967)
- "Tell Him", Bert Berns, artist: The Exciters (1963)